# Fridolin Krasser
Fridolin Krasser (31 de diciembre de 1863, Jihlava - 24 de noviembre de 1922, Praga) fue un naturalista y paleobotánico austríaco.
Su formación universitaria la realiza entre la Universidad de Viena y la "German Technische Hochschule de Praga", donde por muchos años fue profesor ordinario de Botánica.
Desarrolla investigaciones de Fisiología Vegetal en el Instituto de Biología de la Universidad vienesa.
Tiene recorridos expedicionarios a Asia central en busca de especímenes de la flora. En plena tarea en su Laboratorio sufrió un ataque al corazón, falleciendo allí, a los 60 años.

## Algunas publicaciones
- 1894. Bemerkungen zur Systematik der Buchen (Observaciones sobre la clasificación de las hayas).  Viena: Hölder.

- 1898. Beiträge zur Kenntniss der Fossilen Kreide-Flora von Kunstadt in Mähren (Contribuciones al conocimiento de la flora cretácea fósil de Kunstadt en Moravia). Viena.

- Examinations about the occurence of protein in the vegetable cell skin, in addition to remarks about the microchemical proof of the proteins

- 1900. Die von Obrutschew in China und Centralasien 1893-94 gesammelten fossilen Pflanzen… (con Sr. Obrutschew en China y Asia central Asia en 1893 a 1894 para recolectar plantas fósiles) Ed. S.A. Viena

- 1901. Die Entwicklung der Morphologie, Entwicklungsgeschichte und Systematik der Kryptogamen in Österreich von 1850 bis 1900. Viena.

- 1905. Fossile Pflanzen aus Transbai-Kalien, der Mongolei und Mandschurei. Viena. En Kommission bei Karl Gerold's Sohn.

- 1917. Männliche Williamsonien aus dem Sandsteinschiefer des unteren Lias von Steierdorf im Banat. Viena, K.K. Hof- und Staatsdruckerei.

- La abreviatura «Krasser» se emplea para indicar a Fridolin Krasser como autoridad en la descripción y clasificación científica de los vegetales.[1]